# 加爾各答的德肋撒修女
瑪莉·特蕾莎·博亚久，出生名阿涅泽·冈婕·博亚久（又譯依搦斯．龔莎．波雅舒；1910年8月26日—1997年9月5日），更為人所知的是德蕾莎修女、聖特蕾莎修女、特里萨修女 、（拉丁語：Mater Teresia），天主教会中称加爾各答的德肋撒修女（拉丁語：Sancta Teresia de Calcutta），阿尔巴尼亚裔印度籍天主教會修女、传教士、聖人，生于鄂圖曼帝國科索沃省的斯科普里（今北马其顿共和国首都）。在马其顿生活近十八年后，特蕾莎迁往爱尔兰，后迁往印度，并于印度度过其半生。
特蕾莎在1950年创立仁愛傳教修女會，为患艾滋病、麻风和结核者提供居所，运营粥厂、药房、诊所、儿童及家庭咨询机构、孤儿院及学校。传教会成员必须贞洁、贫穷、服从等三誓愿，以及第四个誓愿“全心主意为最贫苦的人服务”。截至2012年，該修會在全球133个国家活动，會士数目超过4500人。
特蕾莎曾获得诸多荣誉，包括美国最高的两大平民荣誉总统自由勋章（1985年）和國會金質獎章（1997年6月），以及1962年的拉蒙·麦格塞塞奖、1979年的诺贝尔和平奖等。2016年9月4日特蕾莎获天主教会封圣，9月5日（其过世日）成为其圣日。
德蕾莎在其生前及逝后均颇具争议。大众对其慈善事业广泛赞许，但对其反堕胎立场则评价不一；其仁爱之家的医疗和居住条件亦受到一定批评。纳文·恰维拉为特蕾莎所作传记于1992年出版，诸多书籍及电影亦以其为主题。

## 生平
阿涅泽·冈婕·博亚久（特蕾莎本名）誕生在今日北馬其頓首都斯科普里老城石橋附近，是當地的阿爾巴尼亞裔。當時的北馬其頓是鄂圖曼土耳其帝國的一部分。她的父親尼格拉（Nikolla Bojaxhiu）是一位富商且積極參與反土耳其運動，爭取阿爾巴尼亞裔的獨立。母親(Dranafila Bojaxhiu) 雖家教嚴格，卻有著深深的慈愛和信仰。
在特蕾莎9歲那年，父親病逝，母親便以賣布和刺繡的生意，獨自輔養三個孩子成長。德蘭修女有個大六歲的姐姐、和大三歲的哥哥（姐姐後來也成為修女）。家中說阿爾巴尼亞語，是天主教家庭，她所居住的城市的居民多為穆斯林和東正教信徒，僅有少數天主教徒
德蘭修女出生的那一年即1910年，时逢阿爾巴尼亞人群起叛亂。兩年後即1912年，巴爾幹戰爭爆發；1914年第一次世界大戰爆發。

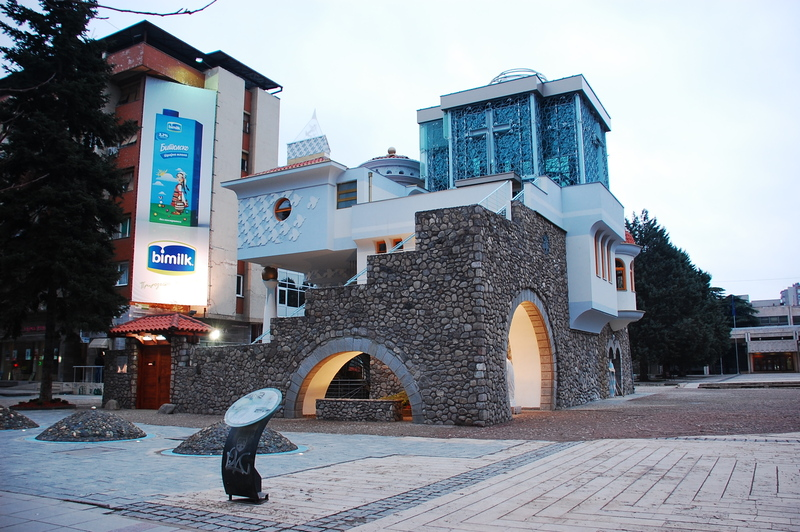
位于史高比耶的德蘭修女紀念館

德蘭修女10歲（1920年）時她到克羅地亞公立學校讀書。參加了學校中的天主教學生會。這個學生會特別支持到外地傳教。
12歲（1922年）立下志願，將來要到外國傳教，從事救助窮人的工作。
15歲（1925年）在中學念書時，家鄉有耶穌會的神父們被派到印度的孟加拉去服務。神父們寄回家鄉的書信中，報告了印度有關的一切。她看到這些書信，很受感動，她和姐姐決定到印度接受傳教士訓練工作。
18歲（1928年）那年，她終於選擇奉獻生活，追隨天主的聖召。9月25日隻身到愛爾蘭洛雷托修会做初學生。此修女會是瑪利華德於1609年成立的，重視派遣傳教士到印度傳教的使命，在印度的加爾各答教區有修院。她在自己家鄉聽說此事，便願到印度傳教。
1929年1月6日，她從愛爾蘭到印度加爾各答，在喜馬拉雅山下的大吉嶺開始初學訓練。
1931年5月24日在大吉嶺發初願。1937年5月24日在大吉嶺發永願，決定成為終身職的修女，並依法國19世紀最著名的修女聖德蘭（Saint Teresa）的名字和精神，改名為特蕾莎。特蕾莎做了修女之後，被派到加爾各答的聖瑪利亞羅雷托修女會中學教地理和宗教課。這座學校雖然座落在加爾各答的貧民窟旁，但是學校學生都是富家女孩。這所貴族學校夾在貧苦地區當中，好像沙漠中的宮殿那樣，高大的圍牆，隔離的是兩個世界。
1940年代初期，德蘭修女在聖瑪利亞羅雷托修女會中學擔任校長一職，當時印度貧富差距非常大，校內一片安寧，但校外卻滿街都是無助的痲瘋患者、乞丐、流浪孩童。
1946年9月10日改變了德肋撒修女的一生，也改變了成千上萬人的一生。她那天坐火車去大吉嶺，在車站看到一個乞丐不斷地說：「我渴……我渴……」這個情境不斷在她的腦海裡浮現。她回到修院後，感覺到神在呼喚她為貧窮的人服務，於是便向神師則來斯定艾森神父（Rev. Celeste Van Exem）和加爾各答的總主教佛迪南貝利耶（Ferdinand Perier）徵詢意見。他們建議她要忍耐且小心行事。
1947年東巴基斯坦脫離印度獨立，加爾各答湧入了數以萬計的難民，大多數都是怕被穆斯林迫害的印度教徒，傳染病如霍亂和麻瘋病等都沒有受到控制，在街頭巷尾爆發開來。於是，加爾各答的街頭暨學校的高牆外越來越像是地獄。這折磨著德蘭修女的心。

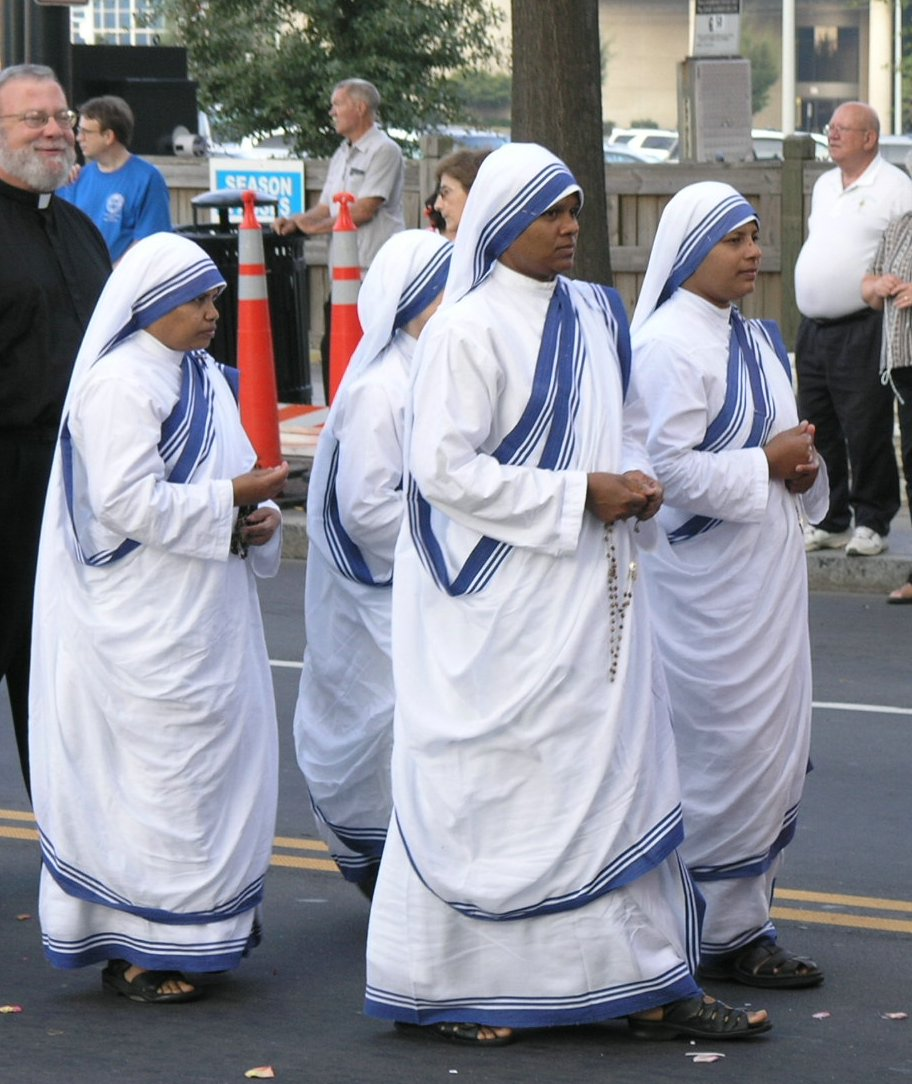
著制服的博濟會修女，制服類似印度婦女傳統服裝紗麗

1948年2月7日，瑪利特蕾莎修女寫信給羅馬梵蒂岡的總會，請求許可她離開勞來多修女會，專心為印度窮人服務。同年8月得到教宗庇護十二世許可以自由修女身份行善。德肋撒修女到巴特納城一座醫院受護士訓練。三個月後，回到加爾各答城，暫住在安貧小姊妹會。十二月她在加爾各答城最窮的地區莫地及爾（Moti Jihl）為失學窮苦兒童辦了一所露天學校。起初，由於她個人力量有限，而需要救助的人太多，因此困難重重。但特蕾莎修女咬緊牙關，依靠天主，終於有善心人士受修女善行感召，捐助場所、設備、食物，還有人奉獻心力，協助德肋撒修女的工作，其中不少是她過去的學生一富家的小姐。有11個女孩也決定奉獻一生，追隨特蕾莎修女為貧苦的人服務。
1949年2月6日，特蕾莎修女搬到哥美斯家庭為她準備的房子裡。3月19日（聖若瑟慶節），第一位初學生加入她的服務行列，她是德肋撒修女在義大利城教書時的學生，本名叫蘇巴西尼達斯（Sabashini Das）。入修會後，取名依搦斯。
1950年10月7日，教宗批准了特蕾莎修女與12位修女成立了仁愛傳教修女會（Missionaries of Charity；又稱博濟會），德肋撒修女將教會的修女服改為印度婦女傳統的白棉粗布沙麗，這是印度階級社會中最底層的「吠舍」所穿的。特蕾莎修女卻把「吠舍」定義為「主的兒女」，她認為，既然要為窮人服務，理應穿著與那些貧民相同的衣服。白布鑲上樸素的藍邊，成為博濟會修女的制服。這個修會除了天主教修會傳統的貧窮、貞潔、服從三個誓願以外，還加上要全心主意，不要酬勞，為最貧苦的人，也就是基督受難的化身而服務。
1952年開始，特蕾莎修女開始了最引人注目的善行，就是為快要死亡的窮人服務。德肋撒修女在加爾各答市政府捐贈的伽黎神廟旁的一間空房子，建立世界知名、讓窮人得以善終的收容之家（垂死之家），有快死的窮人，因為修女們的細心照顧而起死回生的。對這樣的人，除了給予適當的照料之外，還教給他們謀生的技能。垂死病人得到收容之家的修女、醫生、護士、義工的細心照顧，平靜安詳而有尊嚴地離開人世。

### 国际慈善
1960年10月特蕾莎修女首次離開印度。這次是美國邀請她參與會議。在回加爾各答之前．她轉赴羅馬，拜訪教宗若望廿三世。亞加及尼樞機承認她的傳教修女會是一個宗座的修會。在羅馬，特蕾莎修女首次遇到自己的哥哥拉沙，這是她十八歲離家修道後第一次與哥哥見面。
1965年2月1日，仁愛仁教修女會正式被批准為宗座修會，德肋撒修女從此可在印度之外建立修院。7月26日，在南美洲委內瑞拉的科科羅特建立一所修院。
1968年教宗保祿六世邀請特蕾莎修女在羅馬建立一座修院。
1980年全世界的收容之家為吸毒者、娼妓和受虐婦女開放。
1982年，在贝鲁特难民营遭围攻的紧要关头，特蕾莎修女斡旋以色列国防军与巴勒斯坦游击队之间实现暂时停火，并因此得以从一座处于交战前线的医院中成功救出37名孩童。南斯拉夫爆發科索沃戰爭後，德肋撒告訴一方的指揮官，說戰區裡面那些可憐的女人和孩子都逃不出來。指揮官說：“修女啊，我想停火，但對方不停，沒辦法。”特蕾莎說：“那麼只好我去了。”特蕾莎修女走進了戰區，交火的雙方在得知了特蕾莎修女走進戰區後，便立刻停火，都在等特蕾莎修女把那些可憐的婦女和孩子帶出戰區後，雙方才又重新開戰。後來這個消息輾轉間傳到了聯合國大會，聯合國秘書長安南聽後，歎了口氣說 ：“ 這件事我做不到。”在国际红十字会工作人员的陪伴下，特蕾莎修女穿越交战区域前往被损毁的医院，疏散年轻病患。
1985年，特蕾莎修女在紐約建立「愛滋病醫院」。1988年，在舊金山創立了愛滋病患之家。
1980年代末期，东欧正处于逐渐开放的过程中，冷战的阴云开始有了消褪的迹象，特蕾莎修女为将慈善事业扩展至那些以往对仁爱传教会加以拒绝的共产国家，开始着手几十个计划。虽然她对于堕胎及离婚案的坚定立场招致批评，但她“偏向虎山行”：“别人说什么都没关系，你只管微笑着接受，然后（接着）做你自己的工作。”特蕾莎在亞美尼亞大地震之后访问了当时的苏联加盟共和国亚美尼亚，并与时任苏联部长会议主席尼古拉·雷日科夫举行了会谈。特蕾莎修女四处出访，帮助和照料了埃塞俄比亚的饥民，切尔诺贝利的核辐射受害者以及亚美尼亚大地震的灾民。
1990年在經歷幾次心臟病發作後，特蕾莎修女住院多時，她向時任教宗若望保祿二世申請辭去總會長的職務。但是，修會於九月八日又再次選她為會長，她又再次出任該職。
1991年3月31日，特蕾莎修女首次回到了故乡，在祖國阿爾巴尼亞的首都地拉那的一座主教座堂作了弥撒。此教堂在恩维尔·霍查时期被改為戲院，在不久前的1991年2月才恢复宗教场所的性质。特蕾莎修女又在自己家鄉開設三間會院(一座仁爱之家兄弟会)，她的夢想也實現了。
1995年，特蕾莎修女計劃在中國設立一所仁愛之家，但受到政府的婉拒。
截至1996年，特蕾莎在超过一百个国家运作了517个慈善計畫。瘦小矮弱的特蕾莎修女，有著堅強意志，半世紀來，憑著對天主旨意的順服，發展出「仁愛傳教修女會」團體。如今在全球，一共七十一國家設立了七百四十多家救濟院、一一九個痲瘋病中心、七百多家巡迴診所，近年又成立愛滋病服務中心。这个专为“穷苦中的至苦者”服务的慈善机构如今已遍布全球。近五千修女繼續著她的志業。受其感召而投入的義工則超過一百萬人。他們服務的對象很廣，因為特蕾莎修女對貧窮的定義非常寬廣，包括了物質與精神層面。她曾說，舉凡飢餓者、孤單者、無知者、胎兒、遭種族歧視者、被棄者、患病者、貧困瀕死者、被囚者、酗酒者、吸毒者……，都是《瑪竇福音》裏耶穌所謂「我弟兄中最小者」。而缺乏愛，是其中最貧弱者。
1997年9月5日，因心臟病在印度加爾各答病逝，享年87歲。

## 宣聖之道
特蕾莎修女去世後，加爾各答成立了一個委員會，向聖座封聖部申請德肋撒修女宣聖。教宗若望·保祿二世在2003年10月，把特蕾莎修女列入了真福名單。
2015年12月，教宗方濟各認證了她二次的醫療奇蹟。2016年3月15日，批准封聖。

## 奖项
早在1960年代，特蕾莎修女已赢得印度政府的褒扬，她于1962年被授予莲花士勋章，1969年被授予尼赫鲁奖，该奖旨在表扬促进国际了解的国内外人士。她于1972年及1980年两度获得印度政府最高奖印度国宝勋章。她的官方传记由一位印度公务员撰写，并于1992年出版。
特蕾莎修女在1962年因其对促进亚洲各国间相互包容与理解的突出贡献被授予麦格塞塞奖，此奖亦被称为亚洲的诺贝尔奖。该奖项的理事会表示德肋撒修女为那些居住在陌生国度中的悲苦穷人竭力服务，此举为众人指明了方向。

### 宗教奖项
也就是从这时起，普世天主教信众开始敬仰特蕾莎修女，为褒奖她的扶困济贫工作、为和平做出的不懈努力以及在她身上体现出的基督之慈爱，教宗保禄六世于1971年颁予她教宗若望二十三世和平奖。1976年，特蕾莎修女更获颁旨在褒奖促进和平人士的和平于世奖。

### 政府奖项

德肋撒修女（中）從美國總統罗纳德·里根手中接受總統自由勳章

多个国家政府与社会团体均授予特蕾莎修女荣誉褒奖。1982年，因着她“在更广义的层面上对澳大利亚与人道主义的共同信念所作出的努力”被授予澳大利亚勋章。英国与美国竞相为特蕾莎修女颁奖，1983年她获得英国功绩勋章，
1996年9月16日特蕾莎修女成为了美国荣誉公民。1994年，修女的故乡阿尔巴尼亚为她颁发国家金质荣誉奖章。

### 荣誉学位与学术奖项
印度与世界各國诸多大学均为特蕾莎修女颁发荣誉学位。（包括：1994年受中華民國臺灣天主教靜宜大學之邀訪問臺灣，獲頒榮譽博士學位。）
其它的社会奖项包括1978年的巴尔赞奖——此奖为全球学术界最高的榮譽獎項之一、1975年的艾伯特·史懷哲奖（Albert Schweitzer）。

### 诺贝尔奖
1979年，为表彰特蕾莎修女为消除对和平造成威胁的贫穷及困苦所作的工作与成就，她被颁予诺贝尔和平奖。她到挪威領取和平獎時，希望挪威政府取消為她準備的國宴。她的想法是：「一頓國宴，只讓一三五個人吃飽，但國宴這筆錢交給仁愛傳教修女會，便能夠讓一萬五千個印度人得到一日的溫飽。」 挪威政府回應了特蕾莎的要求，答應她把宴會的六千美元費用交給她使用，修女拿到這筆錢，同時還拿到了40萬瑞幣的捐款。那個被所有人仰慕的諾貝爾獎牌也被她賣掉了，所得售款連同獎金全部獻給了窮人。對她來說，那些獎牌如果不變成錢為窮人服務就一文不值。特蕾莎修女在发表获奖感言时设问：“我们能为促进世界和平做些什么呢？”她随后答道：“回到家里，爱你的家人。”她接着说道：“在全世界范围内，我发现贫穷不仅仅存在于整体贫困的国家中，在西方国家，贫穷更加难以消除。当我从大街上搭救回来一个饥饿的人，我给他一碟米饭，一块面包，我便很满足了。（因为）我让人吃饱了。但是，那些被社会排除在外的人，他们不被人需要，没人爱他们，他们生活在恐惧中，他们被社会抛弃。这样（精神上）的贫困太难（消除）了。”同时她指出，堕胎是“世界和平最大的破坏者”。

## 爭議
「然而，德蘭修女从来就不是一个重要的存在。」查特基指責德肋撒造成了外界对他的家乡的负面印象，并认为德肋撒修女时常反对印度民族主义的做法在印度政界造成了不必要的隔阂与摩擦。
在生命即将走至尾声时，年邁的德肋撒修女招来了一些媒体的批判与否定。记者是無神論者、反宗教者，他是针对德肋撒修女的最强烈反对者。在同为德肋撒修女反对者的查特基的鼓励与推动下，希金斯被英国第四频道委任，担任一部抨击德肋撒修女的纪录片《地狱天使》（Hell's Angel） 的共同编剧与制作人，但查特基对该片流露出的“哗众取宠的（拍摄）手法”十分不满。随后，希金斯在其1995年出版的《传教立场》（The Missionary Position）更加猛烈地批判当时85岁的德肋撒修女。而下列多项针对她的质疑与否定均来自于希金斯与查特基二人。希金斯于1995年出版的《傳教立場：理論與實踐中的德肋撒院長》（The Missionary Position: Mother Teresa in Theory and Practice）一书中向读者宣称：“你所知道的德肋撒修女，不只部份是假的，而全部都是假的。”在1981年的一次新闻发布会上，有记者问：“您是否在教导穷人应该忍受苦难？”修女回答道：“我认为，穷人接受自己的命运、与受难的基督分享痛苦是非常美好的。我认为，穷人受苦会对这个世界更有帮助，我们的目标仅仅是救治伤员和病人。”希德肋撒修女所服务的印度城市加尔各答是现代化的大城市，大部分报导德肋撒修女的文章都夸大了加尔各答穷苦的程度，将其形容为人间地狱的做法是十分错误的。与此观点截然相反的是，加尔各答虽然在历史上曾是一座重要的城市，但在20世纪初时业已衰落，并且直到21世纪的今天仍深陷于“惊人的贫困”中。在1943年孟加拉饥荒期间数量惊人的加尔各答人被夺取生命，德肋已在加尔各答待了十余年；印度分治带来的严重暴乱和流离失所，以及在1960年代和1970年代，严重的能源短缺、罢工潮和共产暴力那萨尔党派对该市基础设施的摧毁所导致的严重经济停滞使人民进一步陷入困苦中，而1971年印度与巴基斯坦之间的战争导致成千上万的难民涌入加尔各答：所有这一切直到1990年代中期才有所缓和
而查特基撰写的批判书籍《德肋撒修女：最后的审判》（Mother Teresa: The Final Verdict）中详细列出印度几十年来的重大灾害，并断言仁爱之家几乎完全没有进行过救助。希金斯认为德肋撒修女并不是无私的人道主义者，他认为德肋撒修女对于“痛苦”有一种扭曲的崇拜，将受苦视作让人最接近上帝的途径。他认为德肋撒修女创办的仁爱之家不是用来治疗穷苦的人，而是让他们痛苦的死亡的场所，因为“那些疗养院没有任何现代化的医疗设备，所有的工作人员都是没有受过医疗训练的修女，她们使用没有消毒的针筒，不使用任何止痛药，也不打算治好任何人”。查特基则在他自己的书中明言，德肋撒修女即使在生死攸关的场合也不愿让病人住她的疗养院。查特基认为，德肋撒修女的“穷人的帮助者”的形象是对公众的误导，他判断在特蕾莎修女所办的最大的收容所裡也仅有三、四百人，而根据他的统计，属于新教神召會的加尔各答另一慈善组织每日发放13000份免费餐，远远多于特蕾莎修女全部收容所发放数量的总和。据CNN报道，特蕾莎修女的仁爱之家单单在加尔各答，每年为500,000户家庭提供食物，对90,000名麻风病患者进行医学治疗，同时还为20,000名学龄孩童提供系统教育。但CNN的数据来源不明。希金斯的书中提到，仁爱之家的一些前雇员及一位名为苏珊·希尔兹（Susan Shields）的修女在接受媒体采访时称，特蕾莎修女不允许她们买医疗器械，而是将捐款转入梵蒂冈银行作为一般用途，即使捐赠者特别注明将捐款用于慈善活動。除了法律规定的政府有关部门外，特蕾莎修女从不向公众提供其慈善组织的财务状况。
柳叶刀及英国医学杂志报道了仁爱之家的重复使用针头等医疗用具，恶劣的医护环境，包括为所有病人洗冷水澡，以及拒绝现代化的医疗护理，系统化的病理診斷。柳叶刀的编辑，罗宾·福克斯医生描绘这种场景是无组织无纪律的，因为那里缺少医生，没有医疗知识的志愿者要为患者作出医疗决定。他同时观察到那里并不把可治愈和不可治愈的患者分开，从而导致那些原本可被救治的患者有死于感染和得不到及时护理的危险。福克斯医生指出，这并不是医疗，而是只是看护。因为医疗代表了用专业的医疗来减轻病人痛苦，并强调满足病人的需要和愿望，而她却不在乎这些。
印度人民党在对待基督徒的态度问题上曾与特蕾莎修女发生冲突，但在修女去世后，该党赞扬了她的善举，并派遣代表出席了她的葬礼。另一方面，世界印度教徒会议（印度教徒之民族主义组织）反对印度政府为德肋撒修女举行国葬，该组织秘书Giriraj Kishore认为“她的首要责任是为教会服务，其次才是社会公益”，并指控特蕾莎修女赞同基督徒为临终者施行“秘密洗礼”。但是，该组织的双周刊《前线》杂志的文章随后表示上述指控是“明显的谬误”，并表示他们“无意改变社会对她的观念，特别是在加尔各答”，文章在称赞特蕾莎修女的自我牺牲、勇气与力量的同时，亦批评修女公开反对堕胎的行动，认为这种活动应该是非政治性的才对。

## 奇蹟与宣福
特蕾莎修女過世之後，尊敬她的印度人民要求将她列入圣人的行列。天主教教会進行宣福儀式前，必須要有奇蹟的見證記錄，特蕾莎修女的奇蹟見證紀錄來自於一位印度婦女Monica Besra，她聲稱自己是特蕾莎修女施行奇迹的見證人。她曾將特蕾莎修女的照片放在腹部，癌腫瘤奇迹般地消失了。她的丈夫曾一度對媒體声称這是妻子接受醫院手術治療的結果，而他們受到来自天主教會要替特蕾莎修女進行宣福的壓力而谎报奇迹，《時代》雜誌报导称，治療该名女子的醫生同受到天主教會的壓力必須對外聲稱此为奇蹟。但Monica Besra的丈夫後來改变了态度，將癌腫瘤的治癒确稱為特蕾莎修女的奇蹟。教宗方濟各2015年12月認可她的第2個神蹟，讓巴西一名罹患腦瘤的男子痊癒。

## 纪录片
1969年，英國記者、作家、独立电影人兼讽刺评论家馬爾科姆·蒙格瑞奇拍攝了一部以特蕾莎修女為主的紀錄片《Something Beautiful for God》，片中拍出收容所和印度街頭驚人的貧窮和無助，以及特蕾莎決定終生侍奉最貧窮的人的精神，讓許多人相當感動，也讓特蕾莎修女變成了世界名人。该记录片录制期间，一些片段感光不足，特别是拍摄临终者的居所的那些片段，被认为品質太差不可能用到影片中去。在摄制组从印度返回后，惊讶地发现那些昏暗的片段变得明亮起来，品質好到令人难以置信。蒙格瑞奇认为那是来自特蕾莎修女的“天赐神光”照亮了胶片。而摄制组的有些人则认为那是超敏柯达胶片造成的奇效。不久后蒙格瑞奇改信了天主教。
特蕾莎修女一生中曾18次被提名为年度最受尊敬人物（Gallup's most admired man and woman poll）中的十大最受尊敬女性之一，并在20世纪80-90年代间数次当选。1999年，特蕾莎修女被美国人民投票选为二十世纪最受尊敬人物榜单之首（Gallup's List of Most Widely Admired People of the 20th Century）。排在她后面的是马丁·路德·金与美国前总统肯尼迪。在此次广泛囊括各年龄层（除婴孩外）的调查投票中，她以压倒性的优势成为全美人民心目中的伟人。

## 纪念与文化

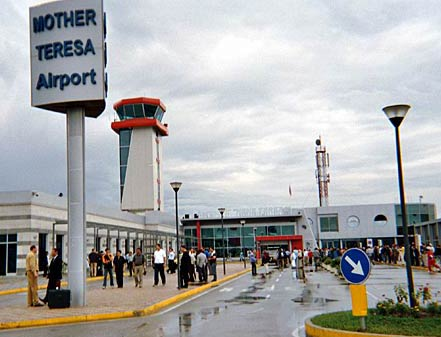
地拉那德肋撒修女国际机场

在特蕾莎修女去世后，民众采用多种多样的方式来纪念她，多所博物馆以她的名字命名，多座教堂以她为主保圣人，她的名字亦被用来给各式各类的建筑物和道路命名，其中包括地拉那特蕾莎修女國際機場。2009年，在她的家乡马其顿共和国首都及最大城市斯科普里，特蕾莎修女纪念楼正式对公众开放。早在1984年，印度泰米尔纳德邦政府在科代卡納爾成立了一所名为德肋撒修女女子大学的公立大学。印度本地治里政府于1999年成立了特蕾莎修女健康学研究生与研究学会。她的传记作家Navin Chawla在印度各类不同的报刊上发表多篇文章以表达对她的怀念与敬仰。

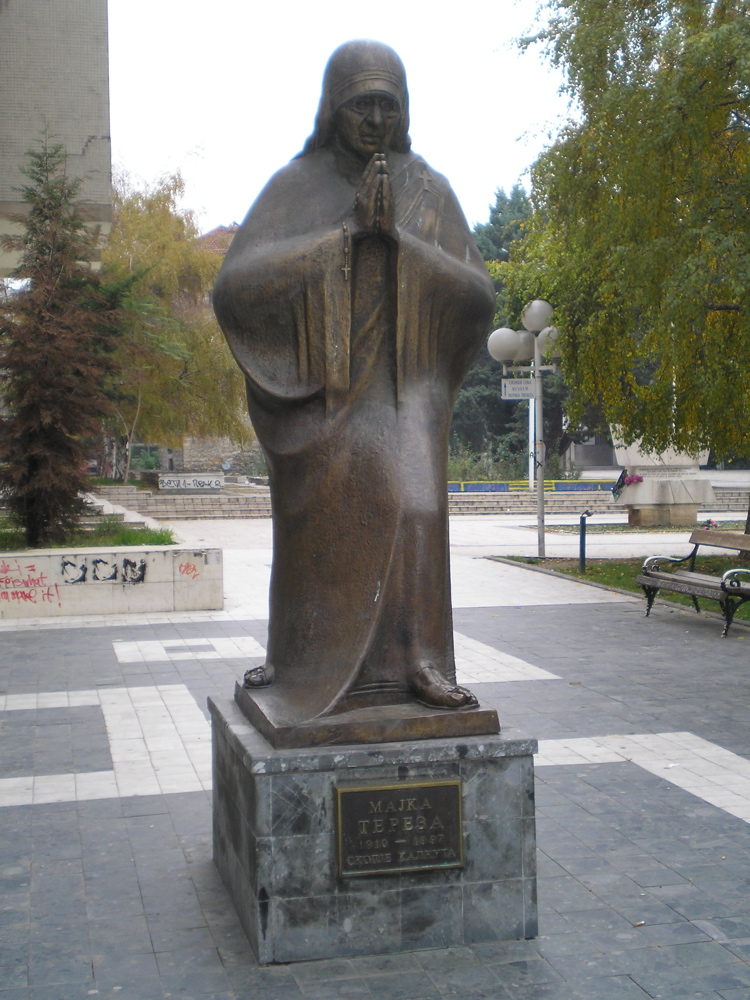
斯科普里的德肋撒修女铜像

2010年8月26日，为纪念特蕾莎修女百年诞辰，印度铁路局将一列新火车命名为“修女特快”。泰米尔纳德邦政府于同年12月4日在金奈举行了由该邦首长戈代加讷尔(Kodaikanal)主持的特蕾莎修女百年诞辰纪念活动。
多部电影电视作品以德肋撒修女为主题：于1969年上映的纪录片《Something Beautiful for God》及其1972年出版书作；1997年由杰拉丁·卓别林主演的艺术电影奖获奖影片《特蕾莎修女：因天主的贫者之名》；2003年拍摄的意大利小型电视连续剧《加尔各答的特蕾莎》（此片于2007年二度上映并获得金美奖CAMIE Awards）。2015年上映電影The letters 《愛無止盡德蕾莎》。

## 軼事
- 特蕾莎修女荣获诺贝尔奖上台致词時说：“有很多破坏和平的东西，但在我看来，今天和平最大的破坏者是堕胎，因为这是直接的战争，直接的杀戮——直接由母亲自己实施的谋杀。”[59]此言传达了天主教教会对堕胎的一贯看法，也是她一生为之抗争的立场[60]。
- 特蕾莎修女1997年9月5日以八十七高齡過世前數個月，因病住院。當時，治療特蕾莎修女的醫師報告說，她有睡不著的困擾，但醫學上無法解釋原因。德索薩大主教想到：可能是有邪靈在打擾她。徵得特蕾莎修女同意後，他派遣一位神父進行驅魔[61]。这是天主教教会的一种宗教仪式[62]。神父施行「庇護祈禱」後，特蕾莎修女「後來就平靜睡著了」。但天主教專家表示，特蕾莎修女曾受接受驅魔，聽來極其罕異。天主教會很少動用驅魔秘法，只有言行劇烈變異，但生理學、心理學都無法解釋之際，方才施行。[63]

特蕾莎修女在世的最後幾年，身體不斷出現狀況，尤其心臟病，令她胸口疼痛及呼吸困難。最後因突如其來的心臟停止，讓她沒有痛苦地安祥辭世。
- 1983年，臺灣臺南教區主教成世光寫信給特蕾莎修女，邀請她派遣修女來台服務。次年，她便派遣了兩位修女到台南。1985年1月受邀到台湾訪問，在台北汐止增設「瑪利亞恩賜之家」並會見了蔣經國總統。她對臺灣的人民說：「物質的貧窮容易解決，而心靈上的貧乏、寂寞，卻是今日多數人的問題。台灣可能沒有缺乏麵包的飢餓，但一定有愛的飢餓，缺少天主愛的話的飢餓。」 台灣現今共有兩個仁愛傳教修女會設立的機構，兩處都以收容照顧貧苦無依的老人為主。
- 香港歌手鄭秀文在1996年曾經推出一首名為「加爾各答的天使 —— 德蘭修女」的歌曲，以歌頌德蘭修女的貢獻，該歌曲由已故填詞人林振強填詞，收錄於《濃情》專輯中。

## 外部連結
- 德肋撒修女加尔各答中心官方网站（页面存档备份，存于）
- 德肋撒修女纪念网站（页面存档备份，存于）
- 德肋撒修女在1979年诺贝尔和平奖颁奖仪式上的演讲视频（页面存档备份，存于），19分钟
- 新語絲——關於德肋撒修女 12345（中文）
- Zur Seligsprechung von Agnes Gonxha Bojaxhiu, alias Mutter Teresa（页面存档备份，存于）（德文）
- 愛無止盡德蕾莎（页面存档备份，存于）